# Nelson Cuevas
Nelson Cuevas (10 de gener de 1980) és un exfutbolista paraguaià.

## Selecció del Paraguai
Va formar part de l'equip paraguaià a la Copa del Món de 2002 i 2006.